# Codice PIN
Il codice PIN (dall'acronimo inglese personal identification number, cioè numero di identificazione personale) è una sequenza di caratteri numerici usata solitamente per verificare che la persona che utilizza un dispositivo, ad esempio un telefono cellulare, o un servizio, quale un prelievo con carta di debito, sia effettivamente autorizzata a compiere quella operazione in quanto proprietaria del dispositivo.

## Origini e invenzioni
A inventare il PIN fu lo scozzese James Goodfellow, che adottò un numero di quattro cifre poiché era la più lunga sequenza che riuscisse a ricordare sua moglie Caroline, anche se poi la sua invenzione venne utilizzata da John Sheperd-Barron, nel 1967, nelle Automated Teller Machine (ATM).

## Ambito telefonia cellulare
Solitamente questo codice si trova riportato in un apposito spazio nella confezione della carta SIM, ma può essere reperito anche tramite i call center del proprio operatore telefonico. Ogni SIM viene realizzata con un proprio PIN, che in genere può essere modificato in seguito dall'utente.
Esso è costituito da un codice numerico, composto da un numero di cifre variabile da 4 a 8 (generalmente sono 4), che il telefono chiede di digitare al momento dell'accensione perché la SIM consenta all'apparecchio di autenticarsi per la registrazione in rete ed essere utilizzato. 
Se viene digitato un codice PIN errato per 3 volte di seguito, la carta SIM si "autodifende" bloccandosi parzialmente e non consentendo al telefono di entrare in rete, ovvero di funzionare come tale: in tal caso occorrerà fare ricorso al codice PUK (composto da 8 cifre e non modificabile) per riguadagnarne la funzionalità. Se poi si digita per 10 volte un codice PUK errato, la SIM si blocca del tutto e l'unico sistema per utilizzare ancora il telefono è cambiare SIM.
È possibile disabilitare la richiesta del codice PIN all'accensione del cellulare, per maggiore praticità. Tale operazione, tuttavia, aumenta il rischio di utilizzi non autorizzati.

## Ambito Bancomat
Un altro uso che viene fatto del codice PIN è quello legato all'utilizzo dei sistemi per il pagamento o per il prelievo di denaro contante che fanno uso di carte di credito e di debito. La stringa che memorizza il codice PIN (solitamente composto di 4 o 5 cifre) all'interno del sistema è criptata, e dopo tre tentativi di inserimento del codice in cui si digita un numero errato la carta viene ritirata dallo sportello e il servizio viene sospeso in via cautelativa.
In genere, nei casi di clonazione delle carte bancarie presso gli sportelli di prelievo, per appropriarsi del codice PIN vengono utilizzate delle micro-telecamere che riprendono la digitazione del codice segreto tramite la tastiera dello sportello. Per questo motivo è sempre consigliabile schermare la mano che sta digitando il codice con l'altra mano o con un oggetto.

## Altri utilizzi
Nel tempo si sono aggiunti altri utilizzi del PIN, ad esempio:
- Apposizione di firma elettronica avanzata;
- Modalità di login, sostitutiva o integrativa della password, a PC e smartphone;
- Impiego di un token;
- Codice di connessione tra periferiche (ad esempio l'abbinamento tramite bluetooth);
- Sblocco di funzioni amministrative di apparecchi elettronici sia domestici che industriali;
- In alcuni veicoli di ultima generazione (Tesla), un PIN per guidare può essere configurato, impedendo che un malintenzionato, persino entrato in possesso dello smartphone del proprietario con la chiave elettronica, o della scheda NFC della vettura, possa comunque iniziare a guidare.